# Universidade de Birmingham

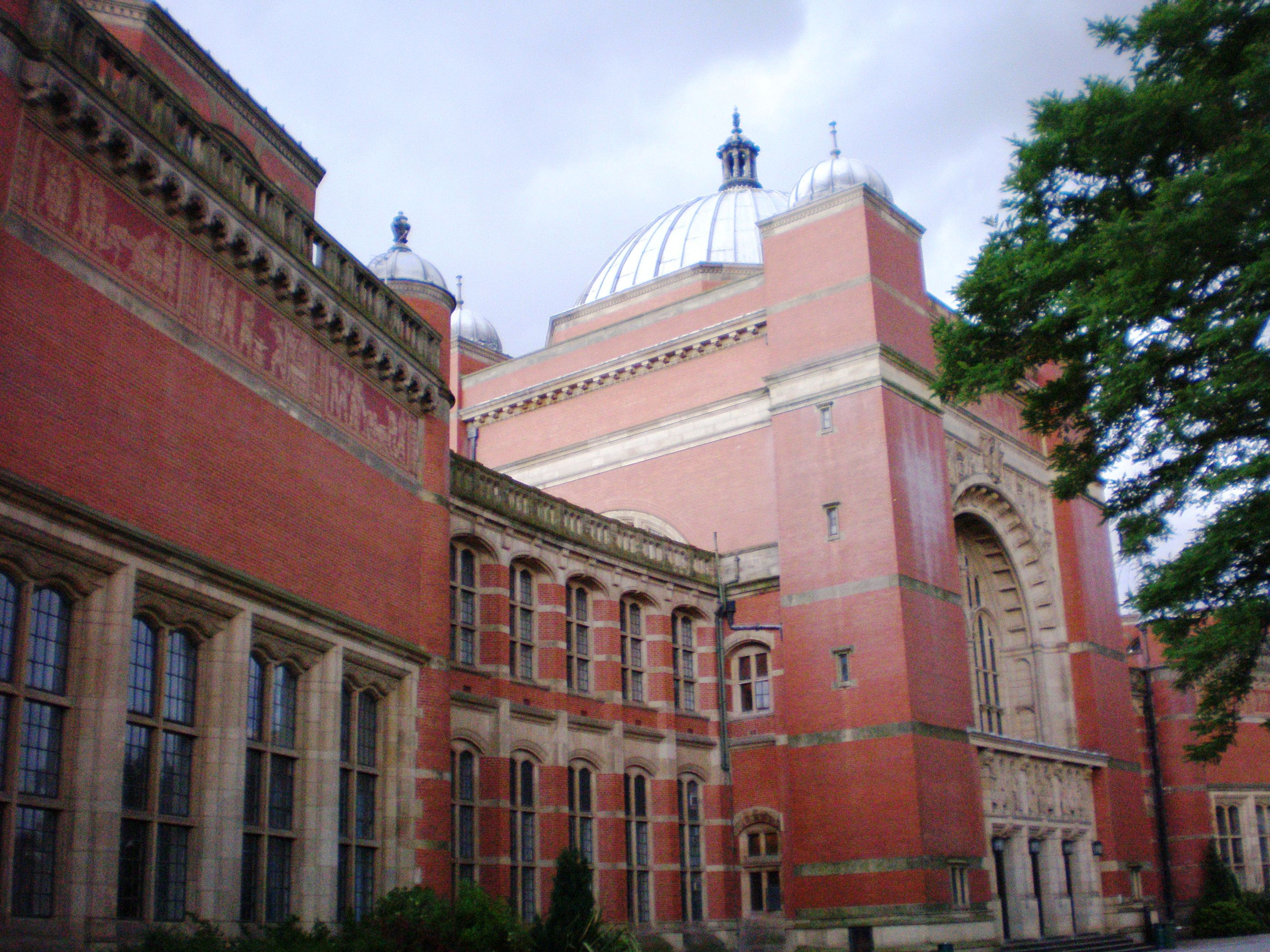

A Universidade de Birmingham (em inglês:  University of Birmingham) é uma importante universidade britânica localizada na cidade de Birmingham, Inglaterra, com sede em Edgbaston, onde fica o maior campus, nomeado em homenagem ao primeiro chanceler da instituição, Joseph Chamberlain.